# David Lyons (acteur)
David Lyons (Melbourne, 16 april 1976) is een Australisch acteur. Hij is vooral bekend door zijn rol van dokter Simon Brenner in de televisieserie ER, zijn rol in Revolution als Sebastian Bass Monroe en zijn rol als Josh in de televisieserie Sea Patrol.

## Filmografie

### Film
- 2007: Storm Warning, als Jimmy
- 2008: Cactus, als Eli Jones
- 2010: Eat Pray Love, als Ian
- 2011: Swerve, als Colin
- 2011: Möbius, als Steve
- 2012: Save Your Legs!, als de prins
- 2013: Safe Haven, als Kevin Tierney
- 2013: The Trials of Cate McCall, als Josh
- 2015: Truth, als Josh Howard

### Televisie
- 2002: Neighbours, als Damian Slattery
- 2005: Blue Heelers, als Jason Tyler
- 2007-2009: Sea Patrol, als Josh 'E.T.' Holiday
- 2008-2009: ER, als dokter Simon Brenner
- 2009: A Model Daughter: The Killing of Caroline Byrne, als Gordon Wood
- 2010: Day One, als Sam
- 2011: The Cape, als Vince Farraday / 'The Cape'
- 2012: Don't Try This at Home, als Matt
- 2012-2014: Revolution, als generaal Sebastian 'Bass' Monroe
- 2013: Revolution: Enemies of the State, als generaal Sebastian 'Bass' Monroe
- 2016: Game of Silence, als Jackson Brooks
- 2018: Philip K. Dick's Electric Dreams, als Connie
- 2019: The Commons, als Lloyd Green
- 2021-2023: Truth Be Told, als detective Aames
- 2022: Troppo, als Lou Damford
- 2025: Invisible Boys, als vader Mulroney